# 금천동 (청주시)
금천동(金川洞)은 충청북도 청주시 상당구에 있는 동이다. 북쪽으로는 석교동, 탑대성동, 용담동과 접하고 동쪽과 남쪽으로는 용암동, 용정동과 접한다. 장자마을에 아파트단지가 조성되어 인구 3만 명을 돌파하였다.
1순환로와 인접하며 밤에는 금천광장 주변으로 사람들이 몰려들어 도로가 불법주차로 인해 복잡하다.

## 교육 시설
- 청주금천고등학교
- 청주금천중학교
- 청주혜원학교

## 아파트
| 단지명                        | 건설사       | 시행사       | 주소                    | 입주        | 비고 |
| ----------------------------- | ------------ | ------------ | ----------------------- | ----------- | ---- |
| 장자마을 2단지 현대           | 현대산업개발 | 현대산업개발 | 상당구 수영로 328       | 2002년 10월 |      |
| 장자마을 6단지 e-그린타운 2차 | ㈜부영       | ㈜부영       | 상당구 수영로 294       | 2005년 11월 |      |
| 장자마을 7단지 부영           | ㈜부영       | ㈜부영       | 상당구 중고개로 288     | 2001년 11월 |      |
| 장자마을 9단지 부영           | ㈜부영       | ㈜부영       | 상당구 중고개로 286     | 2002년 8월  |      |
| 장자마을 10단지 부영          | ㈜부영       | ㈜부영       | 상당구 호미로233번길 74 | 2002년 8월  |      |
| 장자마을 8단지 부영           | ㈜부영       | ㈜부영       | 상당구 호미로 261       | 2002년 12월 |      |
| 장자마을 5단지 부영           | ㈜부영       | ㈜부영       | 상당구 수영로 306       | 2003년 4월  |      |
| 장자마을 3단지 부영           | ㈜부영       | ㈜부영       | 상당구 호미로 285       | 2003년 9월  |      |
| 장자마을 1단지 부영           | ㈜부영       | ㈜부영       | 상당구 수영로 350       | 2004년 6월  |      |

## 역사
- 1897년 충청북도 청주군 동주내면
- 1914년 충청북도 청주군 사주면
- 1935년 충청북도 청주군 청주읍 금천리
- 1949년 충청북도 청주시 금천동
- 1995년 충청북도 청주시 상당구 금천동